# Daniel Tjernström
Daniel Tjernström (* 19. Februar 1974 in Karlskoga) ist ein ehemaliger schwedischer Fußballspieler. Mit über 200 Erstligaspielen für AIK gehört er zu den 20 Spielern mit den meisten Einsätzen für den Verein in der Allsvenskan. Insgesamt hat er über 300 Erstligaspiele bestritten.

## Werdegang
Tjernström begann mit dem Fußballspielen bei Bråtens IK, ehe er 1988 in die Jugendabteilung von KB Karlskoga wechselte. 1990 debütierte er in der Herrenmannschaft des Drittligisten und platzierte sich regelmäßig mit der Mannschaft im Mittelfeld der Liga.
1993 wechselte Tjernström zu Degerfors IF in die Allsvenskan. Im Sommer 1993 gewann er mit dem Klub durch einen 3:0-Erfolg über Landskrona BoIS den Svenska Cupen. Dennoch gelang in der Liga erst durch zwei Siege über IFK Hässleholm in der Relegation der Klassenerhalt. Nach drei Jahren verließ er DIF.
Neuer Arbeitgeber Tjernströms wurde im Frühjahr 1995 der Ligarivale Örebro SK. In seinem zweiten Jahr beim Klub wurde er erstmals in die schwedische Nationalmannschaft berufen. Im Rahmen des King’s Cup debütierte er am 9. Februar 1997 beim 2:0-Erfolg über Rumänien in der Landesauswahl. Insgesamt kam er während des Turniers dreimal zum Einsatz. Ein Jahr später wurde er ein weiteres Mal berufen.
1999 wechselte Tjernström abermals innerhalb der Allsvenskan. Er unterschrieb einen Vertrag beim amtierenden Meister AIK. Auch hier konnte er sich direkt als Stammspieler etablieren und gewann im Sommer mit dem Verein den schwedischen Pokal. Im November wurde er zum fünften und letzten Mal in die Nationalmannschaft berufen. In der Spielzeit 2004 wurde er von Verletzungen gebremst und bestritt nur zwölf Saisonspiele. Am Ende der Saison stieg AIK ab, jedoch blieb Tjernström dem Klub treu und konnte den direkten Wiederaufstieg feiern. Nach der Wiedergenesung verpasste er als Mannschaftskapitän so gut wie kein Spiel.
Im Laufe der Spielzeit 2008 verlor Tjernström zeitweise sein Kapitänsamt an Nils-Eric Johansson, gehörte aber weiterhin über weite Teile der Spielzeit zu den Stammkräften. Wieder zum Mannschaftskapitän ernannt, trug er in der folgenden Spielzeit in 26 Ligaspielen zum Gewinn des Lennart-Johansson-Pokals bei. Dabei gelang ihm am letzten Spieltag in der 85. Spielminute das spielentscheidende Tor zum 2:1-Erfolg gegen den direkten Konkurrenten IFK Göteborg, als ihn Trainer Mikael Stahre acht Minuten zuvor als Einwechselspieler für Bojan Ðordic ins Spiel gebracht hatte. Im Pokalfinale gegen denselben Klub eine Woche später wurde er kurz vor Schluss ebenfalls eingewechselt und trug damit zum erstmaligen Doublegewinn der Vereinsgeschichte bei. Während der Verein in der folgenden Spielzeit in den Abstiegskampf rutschte und nach dem Abschied Mikael Stahres nach Griechenland mit Björn Wesström und Alex Miller zwei weitere Trainer die Geschicke der Mannschaft leiteten, musste Tjernström immer wieder mit kleineren Verletzungen kämpfen. Dennoch verlängerte der Klub nach Bewerkstelligung der erneuten Zugehörigkeit zur ersten Liga für die Spielzeit 2011 den Vertrag um ein Jahr. Zudem zeichnete ihn der Elitdomareklubben i fotboll wegen seines Einsatzes zur Stärkung der Schiedsrichterrolle neben Conny Karlsson aus.

## Erfolge
- Schwedischer Meister: 2009
- Schwedischer Pokalsieger: 1993, 1999, 2009